# Pablo Chacón
Pablo Chacón, född 22 maj 1975 i Las Heras, Argentina, är en argentinsk boxare som tog OS-brons i fjäderviktsboxning 1996 i Atlanta. 